# Liste der italienischen Botschafter in der Schweiz
Die Liste umfasst die italienischen Diplomaten, die in der Schweiz als Gesandter oder Botschafter akkreditiert waren.

## Amtsinhaber (unvollständig)
| Beginn der Amtszeit | Ende der Amtszeit | Amtsinhaber                         | Anmerkung       |
| ------------------- | ----------------- | ----------------------------------- | --------------- |
| 1865                | 1866              | Terenzio Mamiani                    | Gesandter       |
| 1867                | 1876              | Luigi Amedeo Melegari               | Gesandter       |
| 1877                | 1881              | Luigi Amedeo Melegari               | Gesandter       |
| 1881                |                   | Alessandro Riva                     | Geschäftsträger |
| 1881                | 1887              | Alessandro Fè d’Ostiani             | Gesandter       |
| 1887                | 1896              | Augusto Peiroleri                   | Gesandter       |
| 1896                | 1901              | Alessandro Riva                     | Gesandter       |
| 1902                | 1904              | Giulio Silvestrelli                 | Gesandter       |
| 1910                | 1912              | Fausto Cucchi Boasso                | Gesandter       |
| 1912                | 1919              | Raniero Paulucci di Calboli         | Gesandter       |
| 1935                | 1943              | Gaetano Paternó di Manchi di Bilici | Gesandter       |
| 1943                | 1950              | Massimo Magistrati                  | Gesandter       |
| 1944                | 1947              | Egidio Reale                        | Geschäftsträger |
| 1950                | 1955              | Egidio Reale                        | Botschafter     |
| 1955                | 1958              | Maurilio Coppini                    | Botschafter     |
| 1978                | 1982              | Giovanni Vincenti Mareri            | Botschafter     |
| 1988                | 1991              | Onofrio Solari Bozzi                | Botschafter     |